# Jannik Stoffels
Jannik Stoffels (* 22. Februar 1997 in Linz am Rhein) ist ein deutscher Fußballspieler.

## Karriere
Stoffels begann das Fußballspielen beim SV Rossbach. Nach den Stationen 1. JFS Köln, FC Hennef 05 und 1. FC Köln wechselte er im Sommer 2014 zur U-19 von Schalke 04. Hier bestritt er einige Spiele in der UEFA Youth League 2014/15 und wurde Meister in der A-Junioren-Bundesliga 2014/15. Im Sommer 2015 folgte eine Rückkehr nach Hennef und schließlich wechselte Stoffels im Januar 2016 zu Fortuna Köln.
Im Juli 2016 wurde Stoffels aus der U-19 von Fortuna Köln hochgezogen. Seine ersten Einsätze absolvierte er für die 2. Mannschaft in der Landesliga Mittelrhein. Im Oktober 2016 kam er zu seinem ersten Einsatz in der 1. Mannschaft, allerdings im Mittelrheinpokal. Sein Debüt in der 3. Liga gab er am 4. April 2017, den 31. Spieltag. Bei der 0:3-Niederlage gegen den VfR Aalen, kam er in der 87. Spielminute für Michael Kessel in die Partie. Anschließend schloss sich Stoffels dem Bonner SC in der Regionalliga West an. Hier kam er in 2 Jahren auf 39 Ligaeinsätze und 1 Treffer, zudem auf 3 Spiele im Mittelrheinpokal.
Ab dem Sommer 2019 stand Stoffels für vier Jahre beim FC Hennef 05 in der Mittelrheinliga unter Vertrag und absolvierte in dieser Zeit 76 Pflichtspiele (4 Tore) für den Verein. Zur Saison 2023/24 wechselte der Mittelfeldakteur dann weiter zum FV Engers 07 in die Oberliga Rheinland-Pfalz/Saar.

## Persönliches
Sein jüngerer Bruder Robin Stoffels (* 3. Oktober 1998) ist ebenfalls Fußballspieler (Rechter Verteidiger) und spielte in der Jugend für den 1. FC Köln und ab der U19 für den FC Hennef 05. Für Hennef bestritt er 18 Spiele in der Mittelrheinliga und ist seit 2018 in den USA unterwegs. Hier ist er für Universitätsmannschaften aktiv. Von 2018 bis 2019 bei den Upper Iowa Peacocks (Upper Iowa University) und seit 2019 bei den Spring Hill College Badgers.